# Вюртемберг-Гогенцоллерн (гау)
Гау Вюртемберг-Гогенцоллерн (нем. Gau Württemberg-Hohenzollern) — региональное отделение НСДАП на территориях немецкой земли Вюртемберг и прусской провинции Гогенцоллерн существовавшее с 1926 до 1945 год.

## История
Нацистская система гау была первоначально создана на партийной конференции НСДАП 22 мая 1926 года с целью улучшения управления партийной структурой на территории Германии. После прихода в 1933 году национал-социалистов к власти на место немецких земель пришли гау.
Во главе их встали гауляйтеры, полномочия которых значительно возросли, особенно после начала Второй мировой войны; вмешательство со стороны руководства страны практически отсутствовало. Помимо властных полномочий, гауляйтеру также принадлежали партийные, в том числе он занимался пропагандистской деятельностью и слежкой за неблагонадежными лицами, с сентября 1944 года организовывал фольксштурм и оборону гау.
Пост гауляйтера в Гау Вюртемберг-Гогенцоллерн занимал Вильгельм Мурр с 1928 по 1945 год. Мурр и его жена совершили самоубийство после того, как были захвачены французской армией вскоре после окончания войны.